# Stiftskirche Baumgartenberg

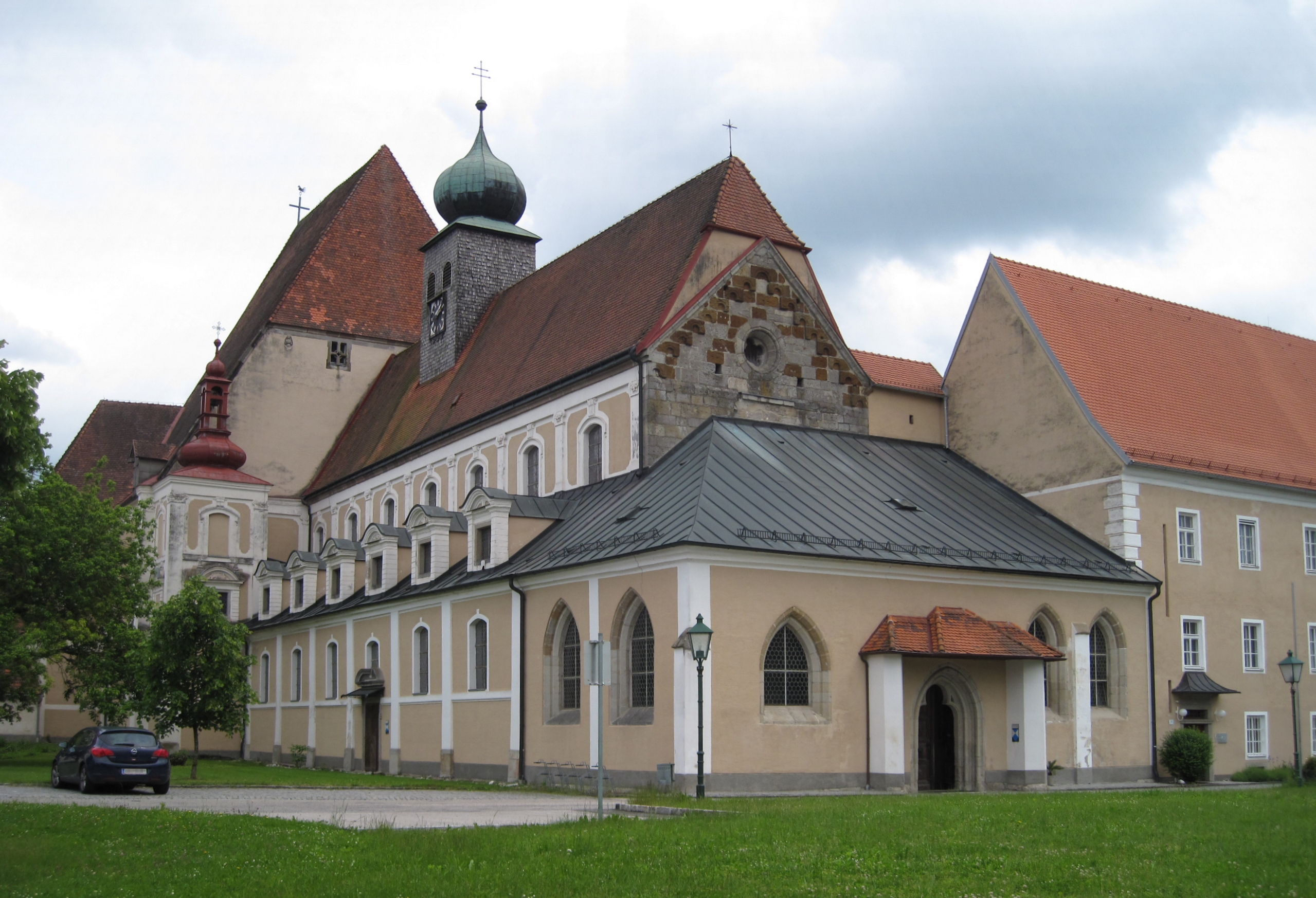
Pfarrkirche Baumgartenberg

Die Stifts- und Pfarrkirche Baumgartenberg ist Mariä Himmelfahrt geweiht und befindet sich im Kloster Baumgartenberg in der Marktgemeinde Baumgartenberg im Bezirk Perg in Oberösterreich. Die Pfarre Baumgartenberg ist Teil des Seelsorgeraumes Machland, dem die Pfarren Arbing, Baumgartenberg, Mitterkirchen und Naarn angehören.

## Geographie
Das Kirchengebäude ist die Pfarrkirche der Pfarre Baumgartenberg, einer römisch-katholischen Pfarre im Dekanat Perg in der Region Mühlviertel in der für das Bundesland Oberösterreich zuständigen österreichischen Diözese Linz.
Diese wird innerhalb der kirchlichen Verwaltung mit der Pfarrnummer 4044 geführt und betreut 1.348 Katholiken, die sich im Wesentlichen auf das Gemeindegebiet der Marktgemeinde Baumgartenberg verteilen. Überschneidungen zwischen Pfarr- und Gemeindegrenzen bestehen hinsichtlich der Grenze zu Klam, wo die Ortschaft Schneckenreitsberg im Gemeindegebiet von Baumgartenberg zur Pfarre Klam gehört.
Der Pfarre Baumgartenberg obliegt auch die Verwaltung des Orts- und Pfarrfriedhofs.
Die Pfarre ist Teil des Seelsorgeraumes Machland, dem die Pfarren Arbing, Baumgartenberg, Mitterkirchen und Naarn angehören.
Nachbarpfarren sind Arbing, Mitterkirchen und Münzbach im Dekanat Perg sowie Klam und Saxen im Dekanat Grein. Getrennt durch die Donau grenzt Baumgartenberg auch an die Pfarre Sindelburg im Dekanat Amstetten in der Diözese Sankt Pölten.

## Geschichte

### Geschichte der Pfarre

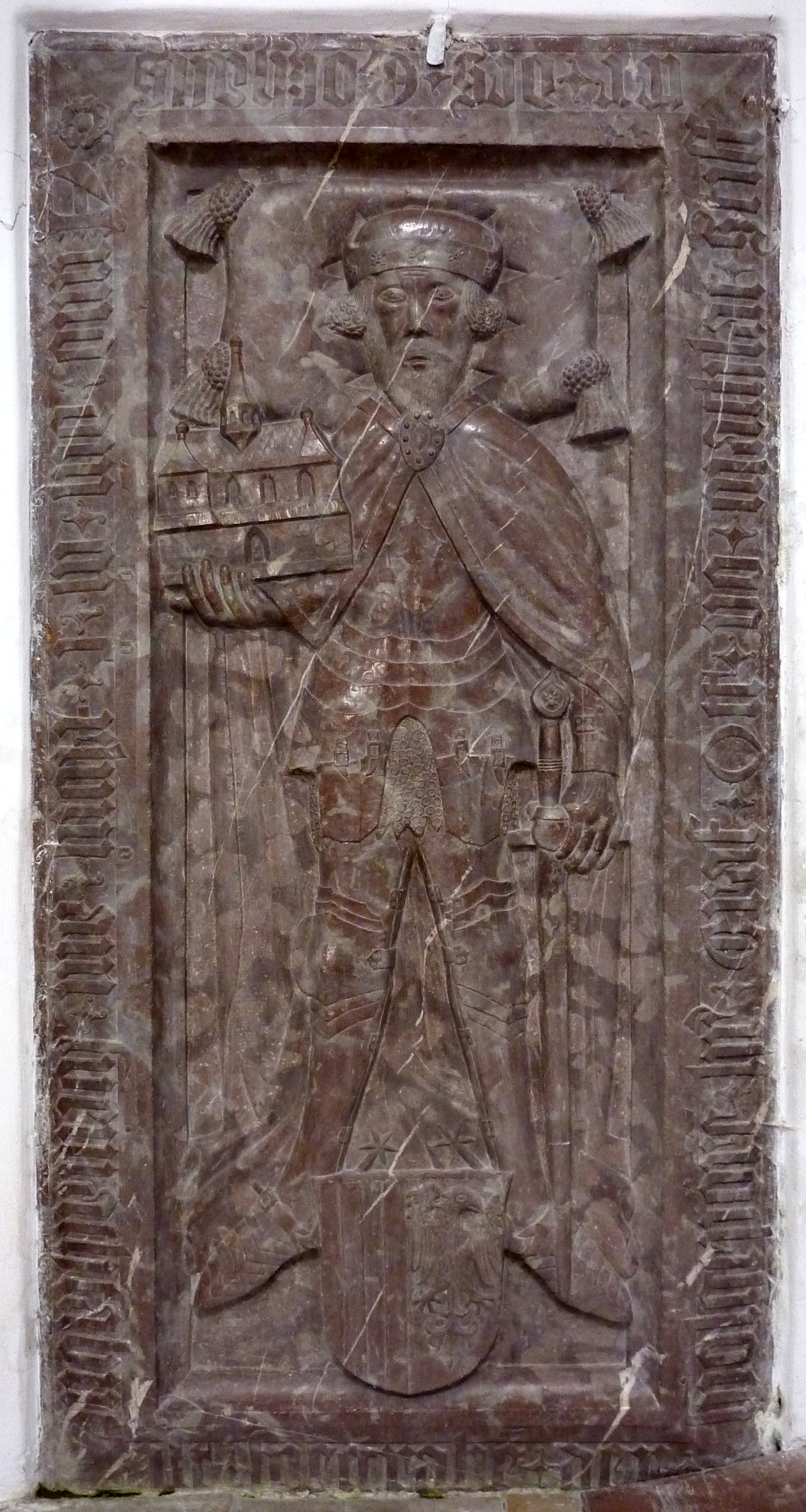
Epitaph des Stifters, Otto von Machland, in der Stiftskirche

Eine dem hl. Jakob geweihte Kirche befand sich in der ersten Hälfte des 12. Jahrhunderts auf dem Ulrichsberg und diese war wohl eine zur Urpfarre Saxen zählende Burgkapelle und Eigenkirche der Herren von Machland.
Die Kirche war Teil der Stiftung Otto von Machlands und seiner Gattin Gräfin Jutta von Peilstein zum Bau des Zisterzienserstiftes Baumgartenberg und wurde diesem inkorporiert. Weder Schloss noch Kirche sind erhalten geblieben.
Das Gebiet von Baumgartenberg gehörte weiterhin zur Pfarre Saxen, die auf Grund der Widmung Otto von Machlands als Zehentstiftung dem bis zur Aufhebung 1792 bestehenden Stift Waldhausen inkorporiert war.
Die Gründung der Pfarre Baumgartenberg erfolgte im Rahmen des Dekrets vom 6. März 1784, wobei die Stiftskirche des in Auflösung begriffenen Klosters Baumgartenberg als Pfarrkirche bestimmt wurde.
Die Seelsorge in der Pfarre oblag von 1889 bis 2008 den Franziskanern der Tiroler Provinz.

### Geschichte der Pfarrkirche

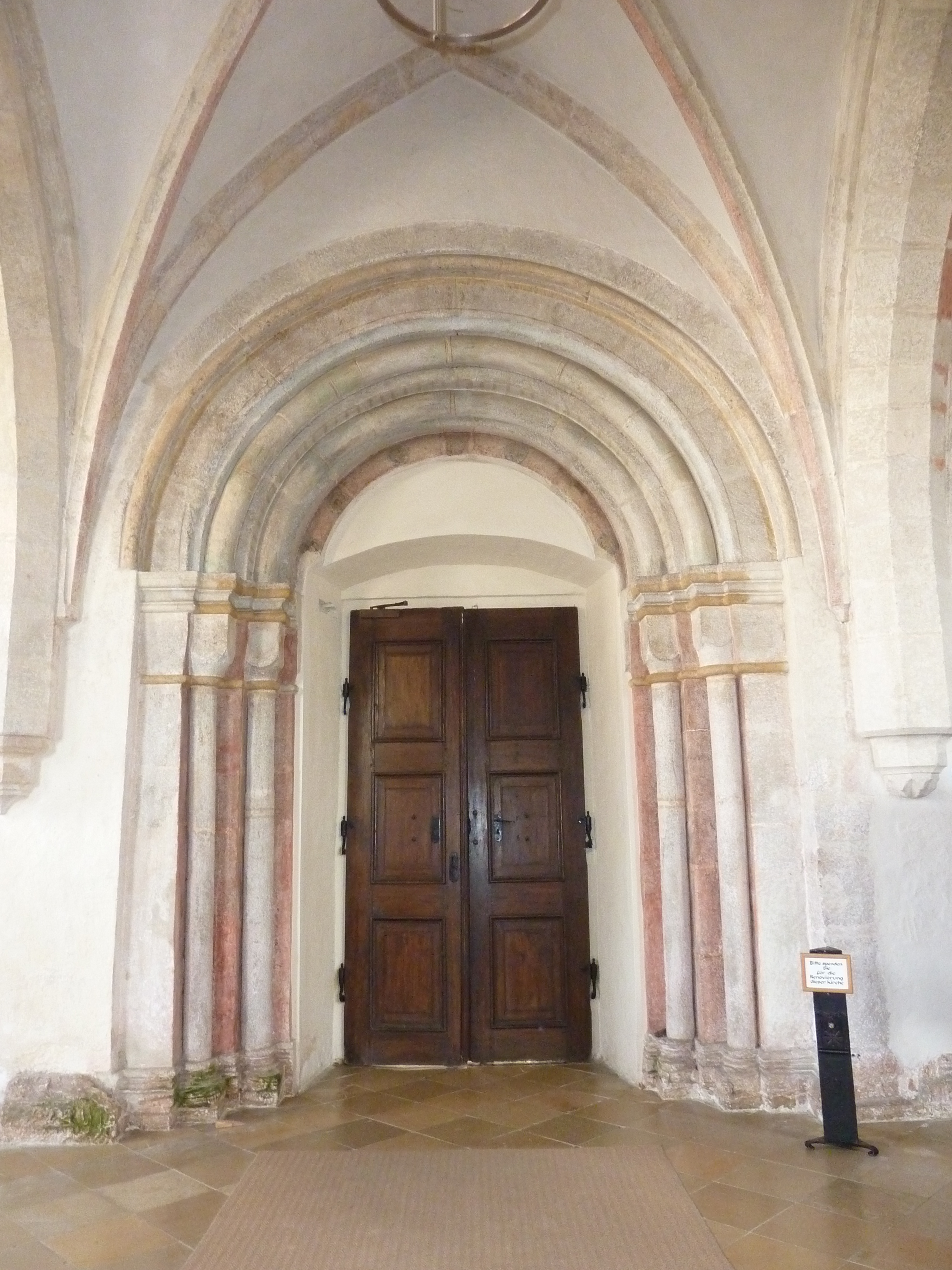
Romanisches Portal von der Kirchenvorhalle zur Stiftskirche

Die Westmauer aus der Gründungszeit im 12. Jahrhundert verfügt über ein typisch romanisches Portal. Die mittelalterlichen Baustufen des Hochchors, der Vorhalle und des erhöhten Langhauses sind gotisch und gut zu erkennen. Im Übrigen wurde der Großteil der Kirche im 17. Jahrhundert außen und innen von italienischen Baumeistern und Künstlern barockisiert und zu einem harmonischen einheitlichen Gefüge mit prächtiger Raumwirkung gestaltet.
Der Grundstein für die spätromanische Kirche wurde 1142 gelegt. Erst 1243 wurde sie durch Bischof Rüdiger von Passau geweiht. 1428 plünderten und brandschatzten die Hussiten das Kloster und die Kirche mindestens dreimal innerhalb der nachfolgenden vier Jahre. Beim Wiederaufbau des Klosters erhielt die Kirche (1436 bis 1446) einen spätgotischen Hallenumgangschor.
Die Zisterzienser ließen die Kirche unter Abt Bernhard Breil (1649 bis 1683) und Candidus Pfiffer (1684 bis 1718) von Carlo Antonio Carlone barockisieren. Die Arbeiten wurden um 1700 auf Grund finanzieller Schwierigkeiten eingestellt.
Nach der Aufhebung des Stiftes Baumgartenberg am 30. Mai 1784 wurde die Stiftskirche öffentlich zugänglich und der Pfarre Baumgartenberg als Pfarrkirche einverleibt.
Die Kirche wurde zuletzt 1957 bis 1959 sowie 1997 bis 2001 restauriert, wobei Reste der ursprünglichen Bemalung gefunden wurden.

## Das Bauwerk
Es handelt sich um eine dreischiffige, zweijochige Hallenkirche mit aus dem Boden wachsenden Pfeilern mit Gurtbögen und kräftig profilierten Rippen.
Die Kirche ist ohne Vorhalle 58 Meter lang, 15,5 Meter breit und 13 Meter hoch. Sie verfügt über ein Querschiff mit einer Länge von 24 Metern und einer Breite von 5,6 Metern. Die Länge des Mittelschiffes beträgt 33 Meter, dessen Breite 10 Meter. Die Breite des Seitenschiffes wird mit 2,5 Meter angegeben. Die Vorhalle ist 15,5 Meter lang und 10 Meter breit.
Die Kirche wird durch den mächtigen Trakt des Frauenklosters und den dreigeschoßigen Torturm verdeckt. Es besteht aus in unverputztem Mühlviertler Granit gehauenen Quadersteinen. Anlage und Bauweise der Kirche weisen auf französische Vorbilder hin. Der Stil zeichnet sich in knappen und kahlen Formen und strenge Schönheit aus. Der älteste, spätromanische Baustil der ehemaligen Basilika wird an der Giebelfront des Langhauses mit Vierpassrosette und zierlich ansteigendem Rundbogenfries sowie an den klosterseitig gelegenen Trakten des Langschiffes und Querhauses sichtbar.
Der erhöhte Giebelfirst samt dem steilen Krüppelwalmdach des gotischen Hochchores wurden nach den Zerstörungen der Hussitenkriege im 15. Jahrhundert gebaut.
Der Treppenturm mit Zwiebeldach im Nordosten sind im Rahmen der Barockisierung entstanden. Spitzbogenfenster und Pultdach der Vorhalle weisen auf eine frühgotische Entstehung zu Beginn des 14. Jahrhunderts hin.

## Der Innenraum

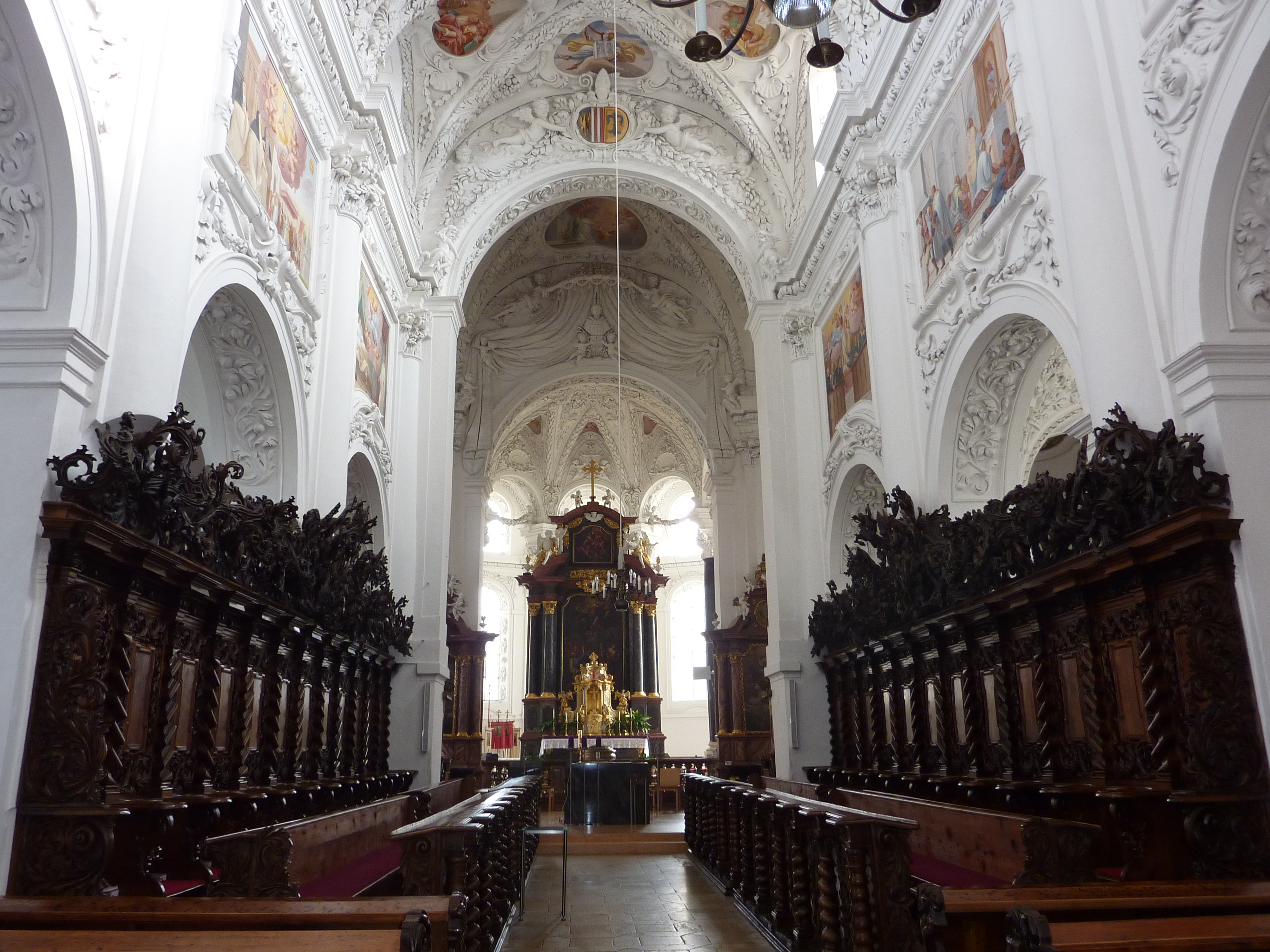
Blick vom Langschiff mit dem Chorgestühl in den Hallenumgangschor

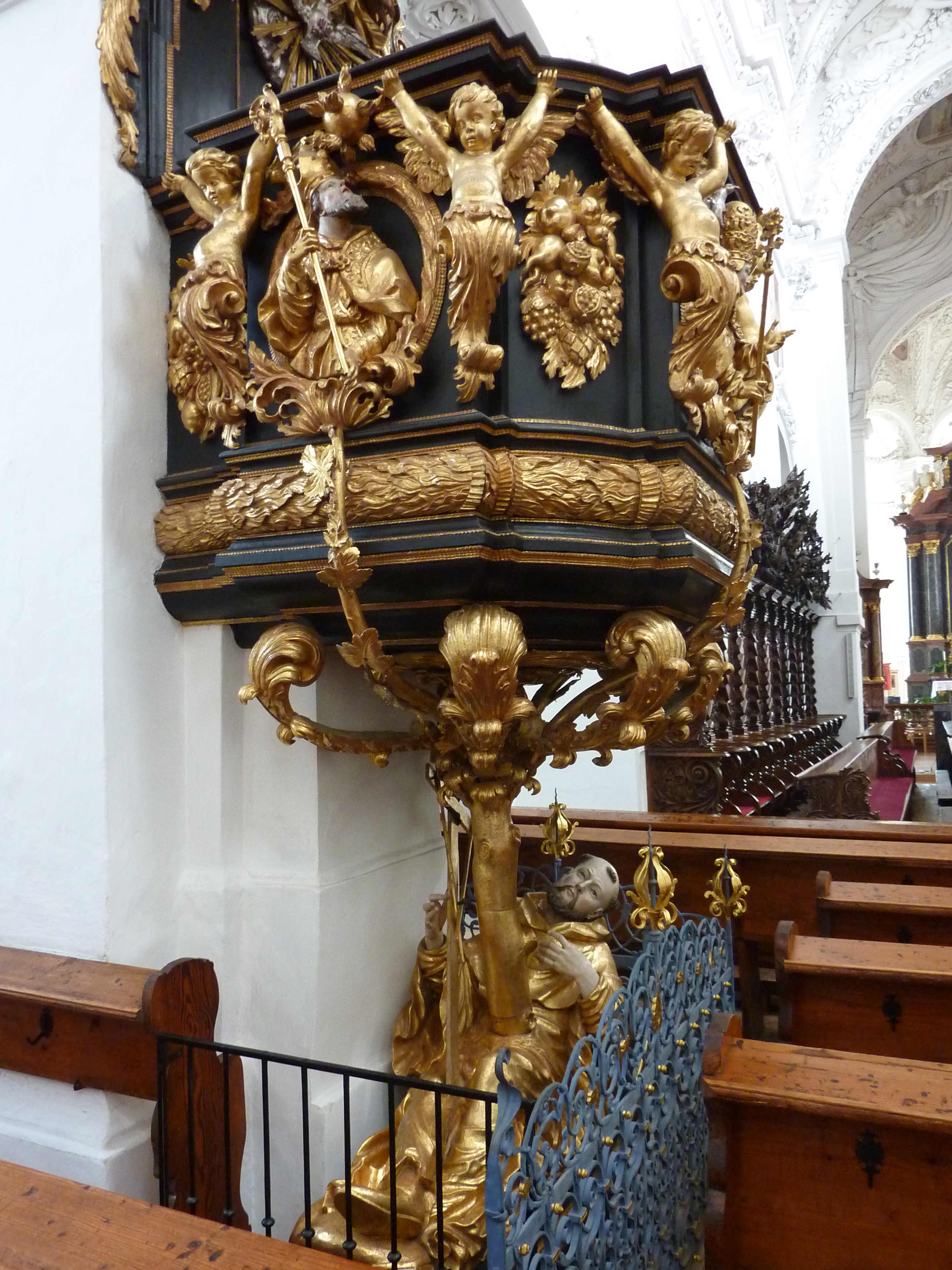
Statue hl. Bernhard am Kanzelfuß (Motiv Wurzel Jesse)

Das wichtigste Merkmal der Bauweise in den Zisterzienserbauschulen sind das kreuzrippengewölbte, überhöhte Mittelschiff mit sieben Jochen, das doppelt so hoch wie die Seitenschiffe ist.
Der spätgotische Chor mit Chorumgang wurde 1443 geweiht und ist ebenfalls der französischen Kathedralenarchitektur entlehnt. Im Zuge der Barockisierung im 17. Jahrhundert wurden mehrere Pfeiler des gotischen Chorumgangs entfernt. Anstelle der Bündelpfeiler im Hochchor wurden vier mächtige Säulen aus Stukkolustro errichtet, zwischen denen eine Balustrade aus rotem Salzburger Marmor rund um den Hochaltar eingezogen wurde.
Giacomo Antonio Mazza und die Gebrüder Grabenperger aus Und/Krems gestaltete insgesamt 121 Fresken an den Wänden und an der Decke.
Das Hochaltarbild aus 1698 zeigt die Aufnahme Mariens in den Himmel und ist ein Meisterwerk von Johann Karl von Reslfeld. Die beiden Seitenaltäre im Presbyterium sind den Heiligen Bernhard und Benedikt geweiht.
Das von unbekannten Meistern hergestellte Chorgestühl vom Ende des 17. Jahrhunderts ist kunstvoll geschnitzt und mit reichem Akanthusrankenwerk ausgestattet, hat prachtvolle Wangen und Fruchtgehänge. Die beiden Wappen stellen das Abt- und das Stiftwappen dar. Die ebenfalls aus dieser Zeit stammende Kanzel zeigt den heiligen Bernhard.
In der Kirche befinden sich u. a. Epitaphe des Otto von Machland und von Abt Heinrich II. Kern.
Die Orgel wurde ursprünglich vom Passauer Freundt 1662 gebaut und 1780 vom Freistädter Orgelbauer Franz Lorenz Richter überbaut und nach dessen Plänen von 1997 bis 2001 restauriert.